# 民兵塔

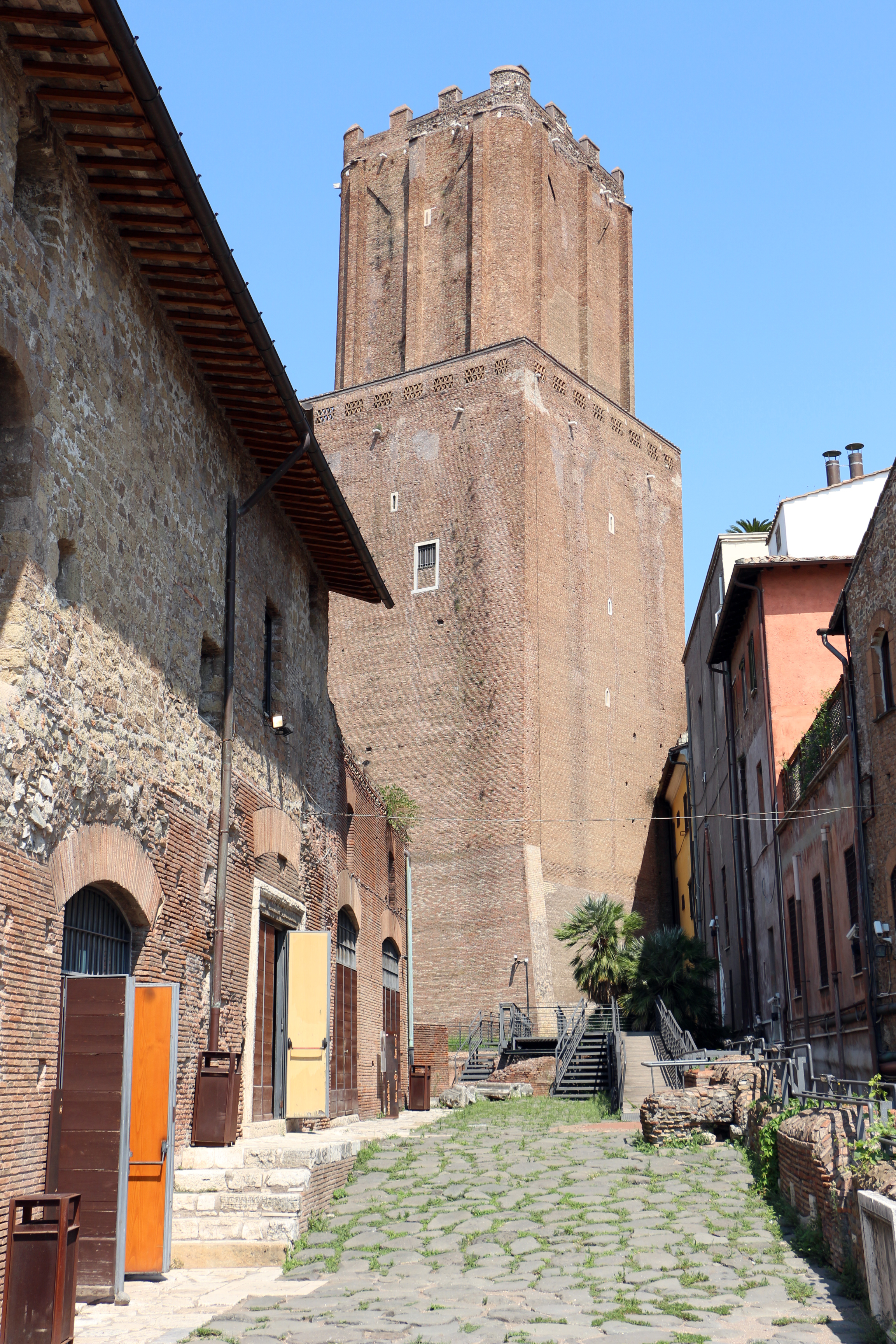
民兵塔

41°53′45.35″N 12°29′11.90″E / 41.8959306°N 12.4866389°E
民兵塔（義大利語：Torre delle Milizie）是意大利罗马的一座中世纪塔楼，附属于帝国议事广场的圖拉真市場。
民兵塔的平面为正方形，边长10.5 × 9.5米，目前高近50米。1348年地震造成其结构略有倾斜，上部摇摇欲坠。 
传说罗马皇帝尼禄修建此塔，来观看罗马大火，因而获得“尼禄之塔”的绰号。但是该塔世纪的建造时间是在诺森三世（1198年至1216年）的时代。